# Bettina Holwerda
Bettina Holwerda, née le 17 février 1979 à Emmeloord, est une actrice, chanteuse et danseuse néerlandaise.

## Filmographie

### Cinéma et téléfilms
- 2004 : Goede tijden, slechte tijden : Bianca
- 2005 : Secrets d'héritage : Annabelle
- 2005 : Costa! (nl) : La femme
- 2006 : Lieve lust : La fille du centre de beauté
- 2010 : De co-assistent (nl) : Belle

## Discographie

### Comédies musicales
- 2003-2006 : Mamma Mia ! : Sophie
- 2006-2007 : Grease : Sandy
- 2007-2008 : Hair : Deux rôles (Dionne et Sheila)
- 2008 : Fame : Carmen Diaz
- 2009 : Supermodel de musical : Brenda
- 2009 : Woezel en Pip in de Tovertuin : La caissière
- 2010 : Joseph and the Amazing Technicolor Dreamcoat : Deux rôles (L'épouse de Ruben et la doubleuse de la conteuse)
- 2011-2012 : Wicked : La doublure Elphaba
- 2013 : Woezel en Pip (nl) : Tante Perenboom
- 2016-2017 : A Chorus Line : Sheila

## Vie privée
Elle se marie en 2011 à Amsterdam, avec l'auteur-compositeur-interprète et acteur Jim Bakkum. De cette union naît leur fille, Posy Bakkum,.